# 纳高尔
纳高尔（Nagaur），是印度拉贾斯坦邦纳高尔县的首府，位於焦特布爾和比卡內爾之間。。总人口134629（2018年）。該城市以礦業興起，並且是當地的重要香料市場。
納高爾市的重要地標為納高爾塔。納高爾堡是印度北部最早的穆斯林據點之一，也是賈特-莫臥兒建築的最好典範之一。建立於12世紀初期，並在隨後的幾個世紀見證了許多戰爭。印度政府2007年進行了重大翻新。 90個噴泉現在在花園和建築物中運行，堡壘的建築物和空間，都是Sufi音樂節的場地。

## 人口
该地2001年总人口88313人，其中男性46364人，女性41949人；0—6岁人口14628人，其中男7655人，女6973人；识字率55.90%，其中男性为66.13%，女性为44.59%。